# Имомзода, Мухаммадюсуф Саидали
Мухаммадюсуф Саидали Имомзода (тадж.  Имомзода Муҳаммадюсуф Сайдалӣ; при рождении Мухаммадюсуф Саидалиевич Имомов, тадж. Имомов Муҳаммадюсуф Сайдалиевич; 28 апреля 1959, Советский район, Таджикская ССР) — таджикский учёный, филолог-литературовед, член-корреспондент Академии наук Республики Таджикистан (2009), доктор филологических наук (2003), профессор (2006), академик Академии педагогических и социальных наук (2005).
Министр образования и науки Таджикистана с 2020 по 2022 год.

## Биография
Родился 28 апреля 1959 года в Советском районе Хатлонской области Таджикской ССР.
В 1981 году окончил факультет таджикской филологии Таджикского национального университета по специальности «таджикский язык и литература».
Свою трудовую деятельность начал с должности старшего лаборанта Института языка и литературы имени Рудаки Академии наук Таджикистана (1981—1984 гг.), затем в 1984—1985 гг. был соискателем-стажером Института мировой литературы имени М. Горького АН СССР.
С 1985 по 1991 год он работал в должности научного сотрудника Института языка и литературы Академии наук Таджикистана. Одновременно в 1990 году успешно защитил кандидатскую диссертацию на тему «Искусство создания портрета в прозе Садриддина Айни».
Ст. лаб. (1991-92), ст. преп. каф. тадж. советской лит. (1992-93), зам. декана ф-та тадж. филологии (1993-96), доц. каф. теории и новейшей 100 персидско-тадж. лит. (1996-99), декан филол. ф-та ТГНУ (1999—2004).
С дек. 2004 до 27.08.2012 ректор Российско-таджикского (славянского) университета (РТСУ). Как ректор вносит большой вклад в развитие унта. При нем были открыты новые специальности, ЦИТиИП, ЦДО, Центр здоровья, новое здание библиотеки, средняя общеобразовательная школа № 14, комплекс производственной практики в г. Нуреке и др.
С 27.08.2012 до 01.2020 — ректор Таджикского национального университета.
24 января 2020 года был назначен Министром образования и науки Республики Таджикистан. В феврале 2022 года его деятельность на этом посту была раскритикована президентом Таджикистана, Имомзода согласился с критикой и дал обещание провести ряд реформ, однако 21 февраля 2022 года соответствующим указом Имомзода был отправлен в отставку.

## Основные публикации
- Вопросы по таджикскому языку и литературе. (в соавт., на тадж. яз.) — Душанбе, 1998;
- Духов ность и видимый след. — Душанбе, 2000 (на тадж. яз.);
- Мировоззрение и художественное мышление Садриддина Айни. — Душанбе, 2001 (на тадж. яз.);
- Хаким Саноии Газнави. Рубоиет / сост. предисл. и примеч. М. Имомова, М. Солехова. — Душанбе, 2006;
- Сузани Самарканди (в соавт. с А. Абдусатторовым, на тадж. яз.). — Душанбе, 2008;
- Идейно-политические особенности публицистики издания «Пламя революции» // Актуальные проблемы журналистики: сб. науч. статей (в соавт.). — Душанбе, 2010. — Вып.4;
- Особенности выражения идей национальной идентичности в таджикской публицистике революционного периода (1917—1923 г г.) (в соавт.) // Вестник КРСУ. — 2010. — Т. 10;
- Дискуссия вокруг «таджикского вопроса» в узбекоязычной прессе начала 20-х годов XX века // Изв. отд. общ. наук

## Награды
- Нагрудный знак «Отличник образования Таджикистана» (1999)
- Орден Дружбы (2011) — за особые заслуги перед народом и отечеством, значительный вклад в развитие дружеских отношений и международного сотрудничества.
- Почётный работник высшего профессионального образования Российской Федерации (2012)[2].
- Грамота Содружества Независимых Государств (3 сентября 2011 года) — за активную работу по укреплению и развитию Содружества Независимых Государств[3].
- Медаль «МПА СНГ. 25 лет» (27 марта 2017 года, Межпарламентская ассамблея СНГ) — за заслуги в деле развития и укрепления парламентаризма, за вклад в развитие и совершенствование правовых основ функционирования Содружества Независимых Государств, укрепление международных связей и межпарламентского сотрудничества[4].
- Медаль «За укрепление парламентского сотрудничества» (18 апреля 2019 года, Межпарламентская ассамблея СНГ) — за особый вклад в развитие парламентаризма, укрепление демократии, обеспечение прав и свобод граждан в государствах — участниках Содружества Независимых Государств[5].
- Премия «Звёзды Содружества» в номинации «За выдающийся вклад и достижения в области науки и образования» (2025)[6].